# Мартин, Мелисса Рене
Мели́сса Рене́ Ма́ртин (англ. Melissa Reneé Martin; 8 июля 1979, Оклахома-Сити, Оклахома, США) — американская актриса.

## Биография
Мелисса Рене Мартин родилась 8 июля 1979 года в Оклахома-Сити (штат Оклахома, США).
Мелисса начала сниматься в кино в детстве. Первой её работой стала роль в фильме «Трудный ребёнок». После этого снималась в таких фильмах и телесериалах «Вечерняя тень» (1990—1991), «Кокаин» (2001), «Ключ от всех дверей» (2005) и «Вероника Марс» (2004—2005).
За роль в телесериале «Вечерняя тень», была номинирована на юношескую кинопремию в номинации «Лучшая юная актриса в возрасте до 9-ти лет», но победу одержала Рэйвен-Симоне.
В титрах указывалась как Мелисса Рене Мартин, Мелисса Мартин или Мелисса Р. Мартин.

## Избранная фильмография
| Год       |   | Русское название                     | Оригинальное название | Роль                                       |
| --------- | - | ------------------------------------ | --------------------- | ------------------------------------------ |
| 1990      | ф | Трудный ребёнок                      | Problem Child         | подружка № 2                               |
| 1997      | с | Крутой Уокер: Правосудие по-техасски | Walker, Texas Ranger  | Нина                                       |
| 1999      | с | Беверли-Хиллз, 90210                 | Beverly Hills, 90210  | Люси Уилсон                                |
| 2000      | с | ФАКультет                            | Undressed             | Лора                                       |
| 2001      | ф | Кокаин                               | Blow                  | девушка на вечеринке у Дерека Форила       |
| 2001      | ф | Крик: Последняя глава                | Final Stab            | Анджела                                    |
| 2004      | с | Шоу 70-х                             | That '70s Show        | девушка № 2                                |
| 2004—2005 | с | Вероника Марс                        | Veronica Mars         | Эшли Бэнкс/хитрая девушка/дрянная девчонка |
| 2005      | с | Страсти                              | Passions              | молодая медсестра                          |
| 2005      | ф | Ключ от всех дверей                  | The Skeleton Key      | едящая икру гостья                         |
| 2005      | с | Лас-Вегас                            | Las Vegas             | стриптизёрша-брюнетка                      |
| 2010      | с | Терьеры                              | Terriers              | регистраторша                              |